# Aeropuerto Internacional de Puerto Columbus
El Aeropuerto Internacional de Puerto Columbus (en inglés, John Glenn Columbus International Airport) (IATA: CMH, OACI: KCMH, FAA LID: CMH), es un aeropuerto internacional ubicado a 9.7 km (6 millas) al este del centro de Columbus, Ohio. Anteriormente conocido como Aeropuerto Internacional de Puerto Columbus, es administrado por la Autoridad del Aeropuerto Regional de Columbus, que también supervisa las operaciones en el Aeropuerto Internacional Rickenbacker y Bolton Field. El código de aeropuerto 'CMH' significa "Columbus Municipal Hangar", el nombre original del aeropuerto.
El Aeropuerto Internacional John Glenn Columbus es principalmente un aeropuerto de pasajeros. Proporciona 148 vuelos sin escalas a 31 aeropuertos a través de 9 aerolíneas al día.
El 25 de mayo de 2016, la Asamblea General de Ohio aprobó un proyecto de ley para cambiar el nombre del aeropuerto de Aeropuerto Internacional de Puerto Columbus a su nombre actual, en honor al astronauta y senador estadounidense John Glenn durante cuatro mandatos. El cambio de nombre fue aprobado por unanimidad por la junta de nueve miembros del aeropuerto el 24 de mayo de 2016. El gobernador de Ohio, John Kasich, promulgó el proyecto de ley el 14 de junio de 2016 y el cambio de nombre se hizo oficial 90 días después. El 28 de junio de 2016, se llevó a cabo una celebración del cambio de nombre y se dio a conocer una nueva señalización con el nuevo nombre del aeropuerto.

## Instalaciones

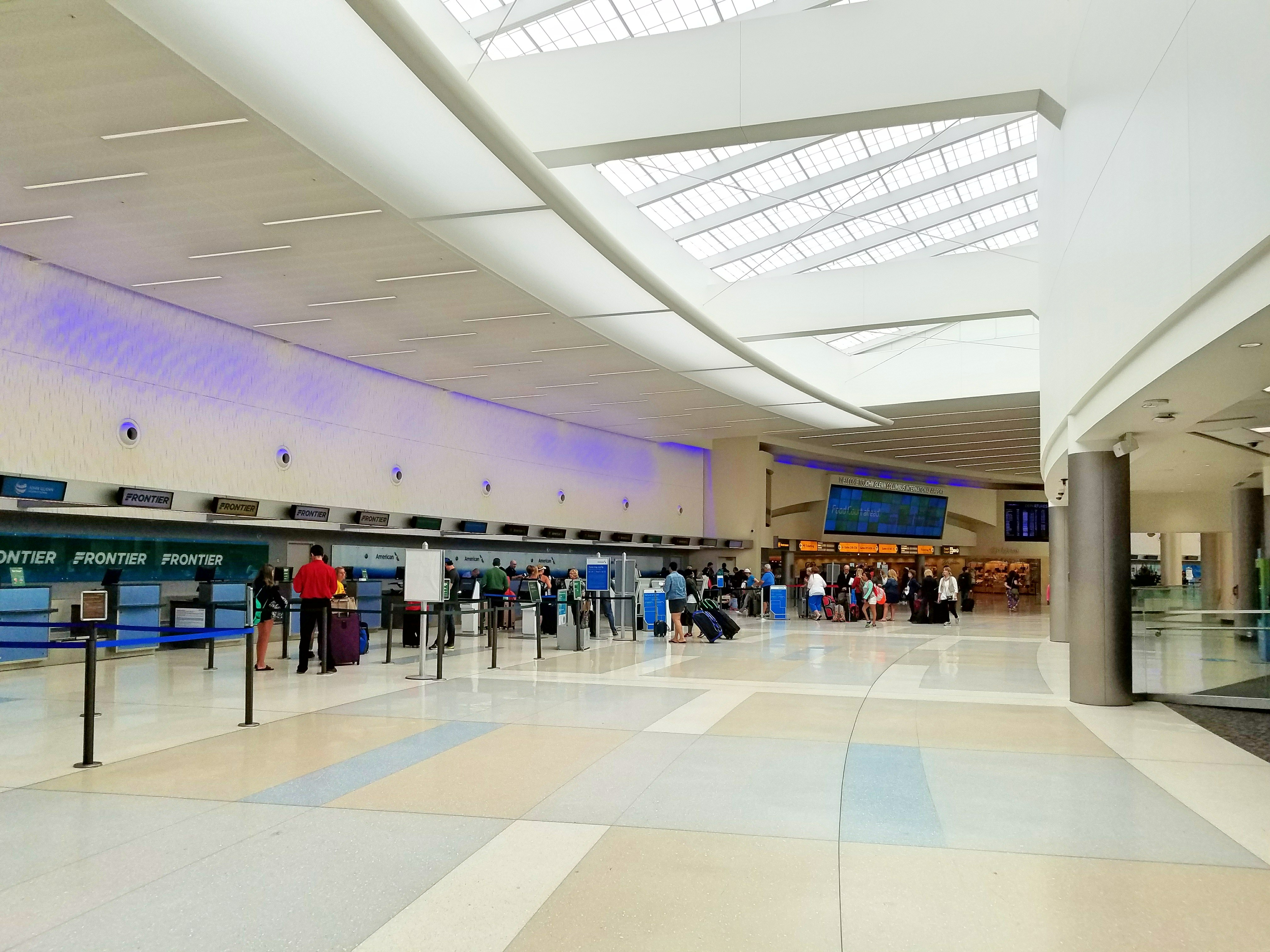
Nivel de salida / venta de entradas.

### Instalaciones in situ
En 2001, Executive Jet Aviation (ahora conocida como NetJets), abrió una sede operativa de 19,000 m2 (200,000 pies cuadrados)
En noviembre de 2006, Skybus Airlines comenzó a arrendar 9,300 m2 (100,000 pies cuadrados) de oficinas y hangares en el Columbus International AirCenter adyacente al aeropuerto.
Las aerolíneas regionales Envoy Air y Republic Airlines operan grandes bases de mantenimiento en el aeropuerto.
El aeropuerto tiene sus propios departamentos de policía y bomberos (ARFF-C).

### Aeródromo
El diseño original de 1929 para el aeropuerto cubría 212 ha (524 acres), con dos pistas de 760 y 1,070 m (2,500 y 3,500 pies) de largo. En 1952, la actual pista sur se alargó a 2,400 m (8,000 pies), convirtiéndola en la pista más larga del medio oeste en ese momento. La pista norte se amplió a 2, 400 m (8,000 pies) en 1997 y desde entonces la pista sur se ha ampliado a 3,082 m (10,113 pies). El Aeropuerto Internacional John Glenn Columbus cubre 917 ha (2265 acres) y tiene dos pistas:
- Pista 10R/28L: 3,083 m × 46 m (10,114 pies × 150 pies), pista del aeropuerto, equipada con ILS.
- Pista 10L/28R: 2.438 m × 46 m (8,000 pies × 150 pies), pista del aeropuerto, equipada con ILS.

La pista 10L/28R está justo al norte del paralelo 40 norte.
Una expansión en 2008-2009 trasladó la carretera de acceso principal a la terminal principal, sobre la cual se construyó un nuevo puente para aviones. El puente de la calle de rodaje del aeropuerto de Puerto Columbus se construyó con la finalidad de aliviar la congestión del tráfico aéreo y permitir que las aeronaves se desplazaran desde la terminal principal a las pistas exteriores.

### Terminal
El Aeropuerto Internacional John Glenn Columbus tiene una terminal y 3 salas.
La Sala A fue construida en 1989 para US Airways y actualmente es la sede de Southwest, que usa todas las puertas con la excepción de A1 (sin pasarela de acceso a aeronaves) y A7 (puerta de embarque a nivel del suelo).
La Sala B es la sección original de la actual terminal CMH construida en 1958 y es la sede de Air Canada (B30), American (B19-26, 28), Spirit (B35-36) y United (B29-32, 34). Las puertas B15 a B18 y B33 ya no son accesibles debido a la concesión y la construcción de baños; la puerta B33 ha tenido su pasarela de acceso eliminada. No hay B27.
La Sala C abrió en 1995 para Delta y Southwest y se amplió en 2002, es la sede de Alaska (C49), Delta (C48-56) y Frontier (C47). Los vuelos chárter de Vacation Express también salen de la Sala C, por lo general utilizando la puerta C46, que también se utiliza para llegadas internacionales y se conecta directamente con la aduana y la inmigración. Actualmente, las únicas llegadas internacionales son los vuelos de temporada desde Cancún, así como los vuelos diarios de Toronto–Pearson.

### Transporte terrestre
Se puede acceder al aeropuerto directamente tomando la salida número nueve en la Interestatal 670 hacia International Gateway. Alternativamente, los conductores también pueden llegar al aeropuerto desde el este por Hamilton Road, justo al sur de la Interestatal 270, y entrar en Sawyer Road o desde el oeste por Stelzer Road.
Además de albergar las instalaciones de alquiler de automóviles, un estacionamiento de seis pisos (que se adjunta a la terminal) proporciona estacionamiento a largo y corto plazo. Se pueden encontrar opciones de estacionamiento satelital de menor costo, con servicio continuo de transporte gratuito, en los estacionamientos Azul, Rojo y Verde a lo largo de International Gateway. El lote Azul es el más cercano a la terminal y también ofrece estacionamiento cubierto. El costo de estacionar un automóvil en el lote azul es de $9 dólares por 24 horas. El lote rojo cuesta $7 dólares por 24 horas y el lote verde cuesta $5 dólares por 24 horas para estacionar. El lote verde es el más alejado de la terminal. Además, hay un lote de teléfonos móviles gratuito al que se accede desde el lado de salida de International Gateway.
El servicio de autobús del Área Metropolitana de Columbus, la Autoridad de Tránsito de Ohio Central (COTA), tiene dos servicios de autobús entre el aeropuerto y el centro de Columbus. AirConnect, un servicio que comenzó en 2016, se detiene en los niveles de llegada y salida cada 30 minutos. 7 Mt de COTA, la ruta de Vernon se opera desde el centro, y todos los demás autobuses sirven al aeropuerto o al Easton Transit Center.
El servicio de autobuses interurbanos rurales GoBus opera un horario de tres veces al día a Atenas, a través de Lancaster, Logan y Nelsonville.
Los servicios de taxis entrantes operan a través de numerosas empresas de taxis en el área de Columbus. Varios servicios de taxi proporcionan transporte de salida en el carril de taxis.

## Aerolíneas y destinos

### Pasajeros
| Aerolíneas           | Destinos |
| -------------------- | --- |
| Air Canada           | Estacional: Toronto-Pearson |
| Air Canada Express   | Estacional: Toronto-Pearson |
| Alaska Airlines      | Seattle/Tacoma |
| American Airlines    | Charlotte, Dallas/Fort Worth, Los Ángeles, Phoenix–Sky Harbor Estacional: Cancún, Chicago–O'Hare, Filadelfia |
| American Eagle       | Boston, Charlotte, Chicago–O'Hare, Dallas/Fort Worth, Filadelfia, Miami, Nueva York–JFK, Nueva York–LaGuardia, Washington–National |
| Breeze Airways       | Charleston (SC), Hartford, Raleigh/Durham Estacional: Fort Myers, Jacksonville (FL), Norfolk, Orange County, Portland (ME) |
| Delta Air Lines      | Atlanta, Mineápolis/St. Paul, Salt Lake City |
| Delta Connection     | Boston, Detroit, Mineápolis/St. Paul, Nueva York–JFK, Nueva York–LaGuardia Estacional: Orlando (inicia el 20 de diciembre de 2025) |
| Frontier Airlines    | Atlanta Estacional: Denver, Orlando |
| Southwest Airlines   | Atlanta, Austin, Baltimore, Chicago–Midway, Dallas–Love, Denver, Fort Lauderdale, Fort Myers, Houston–Hobby, Las Vegas, Nashville, Orlando, Phoenix–Sky Harbor, San Luis, Sarasota, Tampa, Washington–National Estacional: Cancún, Kansas City, Miami, San Diego |
| Spirit Airlines      | Atlanta, Fort Lauderdale, Las Vegas, Nueva York–LaGuardia, Orlando Estacional: Boston (reinicia el 4 de septiembre de 2025), Fort Myers, Los Ángeles, Nashville, Newark, Nueva Orleans, Tampa                                                                    |
| Sun Country Airlines | Estacional: Mineápolis/St. Paul |
| United Airlines      | Chicago–O'Hare, Denver, Houston–Intercontinental Estacional: Newark, San Francisco, Washington–Dulles |
| United Express       | Chicago–O'Hare, Houston–Intercontinental, Newark, Washington–Dulles |
| Viva                 | Estacional: Cancún |

### Destinos internacionales
Se ofrece servicio a 2 destinos internacionales (estacionales), a cargo de 5 aerolíneas.
| Ciudades por países                                      | Nombre del aeropuerto                    | Aerolíneas                                                                           |              |              |              |
| Norteamérica                                             | Norteamérica                             | Norteamérica                                                                         | Norteamérica | Norteamérica | Norteamérica |
| -------------------------------------------------------- | ---------------------------------------- | ------------------------------------------------------------------------------------ | ------------ | ------------ | ------------ |
| Canadá (1 destino [estacional], 2 aerolíneas)            |                                          |                                                                                      |              |              |              |
| Toronto                                                  | Aeropuerto Internacional Toronto Pearson | Air Canada (Estacional) / Air Canada Express (Estacional)                            |              |              |              |
| México (1 destino [estacional], 3 aerolíneas)            |                                          |                                                                                      |              |              |              |
| Cancún                                                   | Aeropuerto Internacional de Cancún       | American Airlines (Estacional) / Southwest Airlines (Estacional) / Viva (Estacional) |              |              |              |
| Total: 2 destinos (estacionales), 2 países, 5 aerolíneas |                                          |                                                                                      |              |              |              |

## Estadísticas

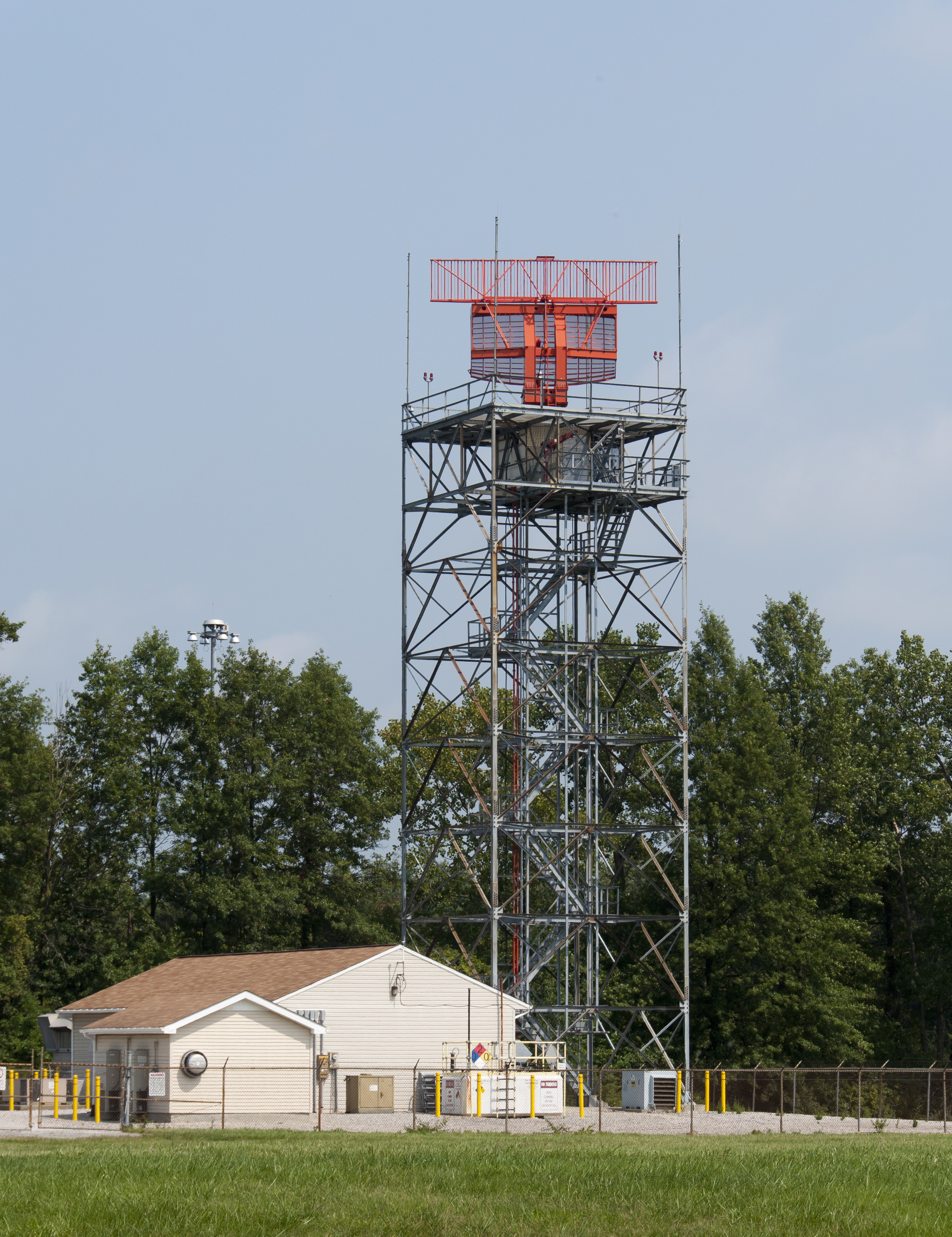
Radar de KCMH.

### Rutas más transitadas
| Número | Ciudad                        | Pasajeros | Aerolínea                                                              |
| ------ | ----------------------------- | --------- | ---------------------------------------------------------------------- |
| 1      | Atlanta, Georgia              | 436,000   | Delta Air Lines, Southwest Airlines                                    |
| 2      | Chicago, Illinois (ORD)       | 276,000   | American Airlines, American Eagle, United Airlines, United Express     |
| 3      | Orlando, Florida              | 275,000   | Frontier Airlines, Southwest Airlines, Spirit Airlines                 |
| 4      | Denver, Colorado              | 242,000   | Frontier Airlines, Southwest Airlines, United Airlines, United Express |
| 5      | Charlotte, Carolina del Norte | 208,000   | American Airlines, American Eagle                                      |
| 6      | Dallas, Texas                 | 203,000   | American Airlines                                                      |
| 7      | Nueva York, Nueva York        | 187,000   | American Airlines, American Eagle, Delta Connection                    |
| 8      | Fort Lauderdale, Florida      | 158,000   | Southwest Airlines, Spirit Airlines                                    |
| 9      | Las Vegas, Nevada             | 158,000   | Southwest Airlines, Spirit Airlines                                    |
| 10     | Chicago, Illinois (MDW)       | 154,000   | Southwest Airlines                                                     |

### Tráfico anual

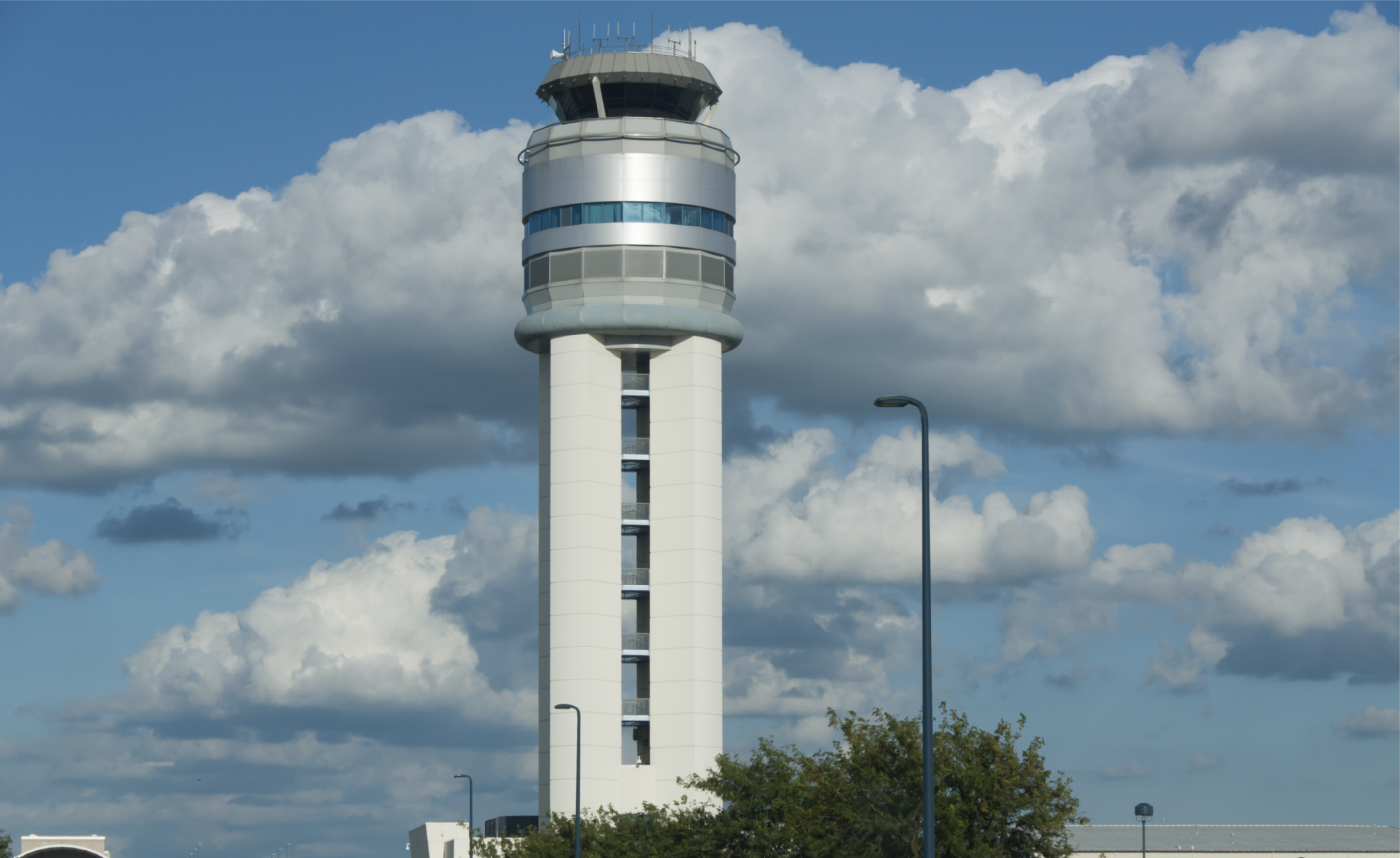
Torre de control actual, completada en 2004.

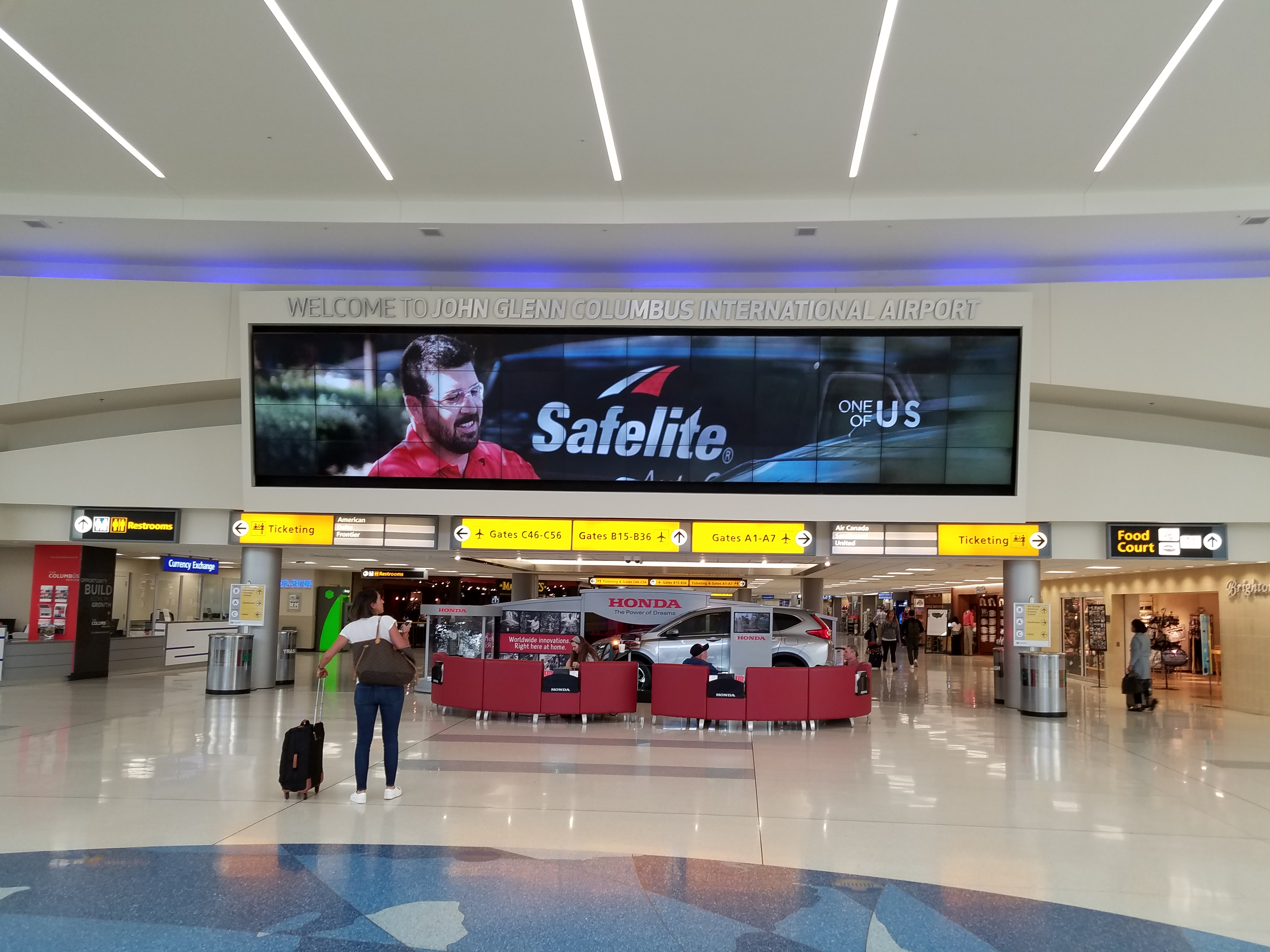
Tablero principal de información de vuelo a la entrada de la Sala B.

| Año  | Pasajeros | Año  | Pasajeros | Año  | Pasajeros | Año  | Pasajeros |
| ---- | --------- | ---- | --------- | ---- | --------- | ---- | --------- |
| 1994 | 5,439,820 | 2004 | 6,232,332 | 2014 | 6,355,974 | 2024 | 8,965,614 |
| 1995 | 5,636,549 | 2005 | 6,611,575 | 2015 | 6,795,978 | 2025 |           |
| 1996 | 6,275,587 | 2006 | 6,733,990 | 2016 | 7,324,180 | 2026 |           |
| 1997 | 6,517,222 | 2007 | 7,719,340 | 2017 | 7,576,592 | 2027 |           |
| 1998 | 6,420,037 | 2008 | 6,910,045 | 2018 | 8,141,656 | 2028 |           |
| 1999 | 6,541,851 | 2009 | 6,233,485 | 2019 | 8,637,108 | 2029 |           |
| 2000 | 6,882,485 | 2010 | 6,366,191 | 2020 | 3,269,127 | 2030 |           |
| 2001 | 6,670,897 | 2011 | 6,378,722 | 2021 | 5,822,322 | 2031 |           |
| 2002 | 6,741,354 | 2012 | 6,350,974 | 2022 | 7,455,031 | 2032 |           |
| 2003 | 6,252,061 | 2013 | 6,236,528 | 2023 | 8,375,281 | 2033 |           |

## Aeropuertos cercanos
Los aeropuertos más cercanos son:
- Aeropuerto de Columbus Rickenbacker (19 km)
- Aeropuerto de Mansfield (97 km)
- Aeropuerto Internacional de Dayton (115 km)
- Aeropuerto de New Philadelphia (133 km)
- Aeropuerto de Parkersburg (142 km)